# Pterospermum celebicum
Pterospermum celebicum är en malvaväxtart som beskrevs av Friedrich Anton Wilhelm Miquel. Pterospermum celebicum ingår i släktet Pterospermum och familjen malvaväxter. Inga underarter finns listade i Catalogue of Life.